# Stockholm, Wisconsin
Stockholm là một làng thuộc quận Pepin, tiểu bang Wisconsin, Hoa Kỳ. Năm 2006, dân số của làng này là 97 người.